# 레슬리 필립스
레슬리 필립스(영어: Leslie Phillips, CBE, 1924년 4월 20일 ~ 2022년 11월 7일)는 잉글랜드의 배우, 성우이다.

## 출연 작품

### 영화
- 해리 포터와 마법사의 돌
- 비너스

## 서훈
- 1998년 대영 제국 훈장 4등급(OBE) 수훈[2]
- 2008년 대영 제국 훈장 3등급(CBE) 수훈[1]